# Minlaton
Minlaton – miasto w Australii, w stanie Australia Południowa.